# Ārvaldis Andrejs Brumanis
Ārvaldis Andrejs Brumanis (* 16. Februar 1926 in Klostere bei Aizpute, Lettland; † 17. Dezember 2013 in Liepāja) war römisch-katholischer Bischof von Liepāja.

## Leben
Ārvaldis Andrejs Brumanis, Sohn einer kurländischen Bauernfamilie, wurde nach dem Besuch der Landwirtschaftsschule 1944 in die lettische Legion der deutschen Armee eingezogen, 1945 an der Front verwundet und geriet nach der deutschen Kapitulation in Lübeck in Gefangenschaft. Jāzeps Rancāns, Weihbischof aus Riga, konnte seine Freilassung erwirken. Im Arbeitslager Noietingas lernte der den weißrussischen Bischof Boļeslavs Sloskāns kennen und beschloss Priester zu werden. Im belgischen Namur sowie bei Salesianern in Brüssel erlernte er die französische Sprache und studierte im lettischen Priesterseminar in Namur von 1950 bis 1954 Philosophie und Theologie. Am 25. Juli 1954 empfing er in Namur von Bischof André Marie Charue die Priesterweihe. Er studierte Kirchengeschichte an der Katholischen Universität Löwen und der Universität Mainz (1954–1957) und Katholische Theologie an der Päpstlichen Universität Gregoriana in Rom (1957–1960). 1968 wurde er in Kirchengeschichte mit einer in Französisch verfassten Arbeit über den weißrussischen Metropoliten von Mahiljou, Stanisław Siestrzeńcewicz, promoviert. Von 1961 bis 1968 war er als Seelsorger in der St.-Nikolas-Gemeinde in Namur tätig. 1968 wurde er von Papst Paul VI. zum Monsignore ernannt. Von 1968 bis 1993 war er Redakteur in der lettischen Abteilung bei Radio Vatikan.
Nach der Wiederherstellung der Unabhängigkeit Lettlands 1990 konnte er in sein Heimatland zurückkehren. 1992 wurde er Dozent am Priesterseminar in Riga sowie am Institut für Katecheten.
Papst Johannes Paul II. ernannte ihn am 7. Dezember 1995 zum Bischof von Liepāja und spendete ihm am 6. Januar 1996 in St. Peter zu Rom selbst die Bischofsweihe. Mitkonsekratoren waren die Kurienerzbischöfe Giovanni Battista Re und Jorge María Mejía. Er war seinerzeit der einzige unter den lettischen Bischöfen, der nicht aus Lettgallen stammte.
Am 12. Mai 2001 nahm Johannes Paul II. sein aus Altersgründen vorgebrachtes Rücktrittsgesuch an.

## Ehrungen
Anlässlich des lettischen Unabhängigkeitstages am 4. Mai 2013 wurde er mit dem Drei-Sterne-Orden ausgezeichnet.

## Schriften
- Aux origines de la hiérarchie latine en Russie. Mgr. Stanislas Siestrzencewicz-Bohusz, premier archevêque-métropolitain de Mohilev (1731-1826). Bureaux du Recueil, Louvain 1968.
- Bīskaps Meinards vēstures gaismā. Bīskaps Meinards Latvijas Baznīcas dibinātājs, 1186–1986. Rom 1986.
- Kristīgā sabiedrības mācība: Persona – Sabiedrība – Tiesības – Taisnība – Laulība – Ģimene – Darbs – Profesija – Ekonomika – Valsts – Politika. Rīgas Metropolijas kūrija, Riga 1994.
- Sprediķi. Kala Raksti, Riga 2007.
- 25 gadus strādājis Vatikāna Radio. 2011.